# Pedro Aguado Cuesta

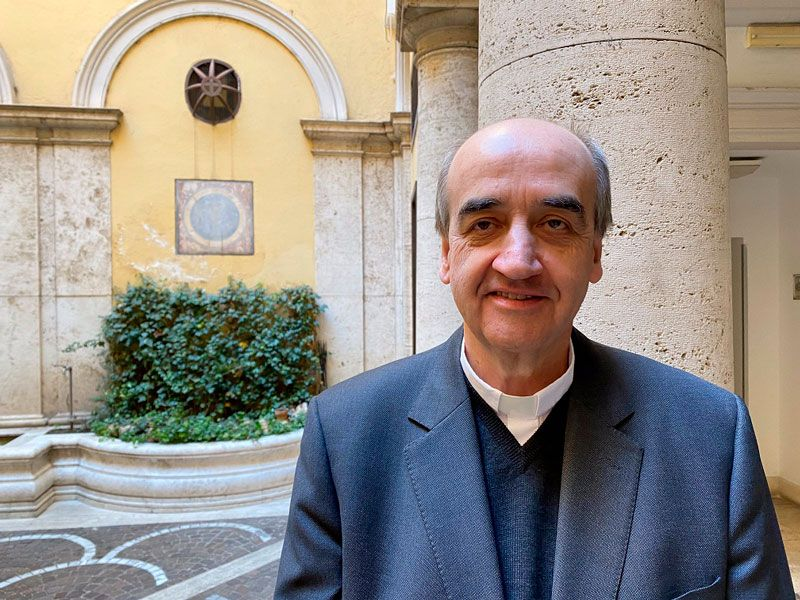
Pedro Aguado Cuesta (2025)

Pedro Aguado Cuesta SP (* 26. Juni 1957 in Bilbao) ist ein spanischer römisch-katholischer Ordensgeistlicher und Bischof von Huesca und Jaca.

## Leben
Pedro Aguado Cuesta trat der Ordensgemeinschaft der Piaristen bei, studierte Philosophie und Theologie und empfing am 23. Juni 1982 das Sakrament der Priesterweihe.
In seiner Ordensgemeinschaft war er Provinzialassistent für die Seelsorge und später Provinzialoberer der Ordensprovinz für das Baskenland. Ab 2009 war er Generalsuperior der Piaristen; 2021 wurde er für eine dritte Amtszeit in dieses Amt wiedergewählt. Ab 2022 war er zudem Präsident der Bildungskommission der Vereinigung der Ordensoberen und Generaloberen sowie Konsultor des Dikasteriums für die Kultur und die Bildung.
Papst Franziskus ernannte ihn am 29. März 2025 zum Bischof der in persona episcopi vereinigten Bistümer Huesca und Jaca. Der emeritierte Präfekt des Dikasteriums für die Institute geweihten Lebens und für die Gesellschaften apostolischen Lebens, João Kardinal Bráz de Aviz, spendete ihm am 14. Juni desselben Jahres in der Kathedrale von Huesca die Bischofsweihe. Mitkonsekratoren waren der Erzbischof von Saragossa, Carlos Manuel Escribano Subías, und dessen Amtsvorgänger Vicente Jiménez Zamora, der die Bistümer Huesca und Jaca während der Sedisvakanz als Apostolischer Administrator verwaltet hatte. Die Amtseinführung im Bistum Jaca fand am folgenden Tag statt.